# Wasyl Durdyneć
Wasyl Wasylowycz Durdyneć, ukr. Василь Васильович Дурдинець (ur. 27 września 1937 w miejscowości Romoczewycia w obwodzie zakarpackim) – ukraiński polityk, działacz komunistyczny, deputowany, wicepremier, minister, w 1997 p.o. premiera Ukrainy.

## Życiorys
Z wykształcenia prawnik, absolwent Uniwersytetu Lwowskiego. Od 1960 był aktywistą Komsomołu. Od 1970 zajmował stanowisko w administracji partii komunistycznej w Ukraińskiej SRR, później był zastępcą kierownika jednego z wydziałów w KC Komunistycznej Partii Związku Radzieckiego. W 1978 został zastępcą, a w 1982 pierwszym zastępcą ministra spraw wewnętrznych Ukraińskiej SRR.
W 1990 i 1994 uzyskiwał mandat deputowanego do Rady Najwyższej Ukrainy. W latach 1995–1996 był wicepremierem, a następnie do 1997 pierwszym wicepremierem w ukraińskim rządzie. W lipcu 1997 pełnił obowiązki premiera, wcześniej od czerwca zastępował Pawła Łazarenkę w wykonywaniu obowiązków. W latach 1999–2002 sprawował urząd ministra do spraw sytuacji nadzwyczajnych, od 1997 do 2002 zasiadał w Radzie Bezpieczeństwa Narodowego i Obrony Ukrainy.
W 1997 otrzymał stopień generała służby wewnętrznej Ukrainy. W 2002 został ambasadorem Ukrainy na Węgrzech, zakończył pełnienie tej funkcji w 2003.

## Odznaczenia
- Order „Za zasługi” klasy I[2] i II[3]
- Order Księcia Jarosława Mądrego V klasy[4]